# Município de Granger (condado de Medina, Ohio)
Localização do Ohio nos E.U.A.
O município de Granger (em inglês: Granger Township) é um município localizado no condado de Medina no estado estadounidense de Ohio. No ano de 2010 tinha uma população de 4 445 habitantes e uma densidade populacional de 73,55 pessoas por km².

## Geografia
O município de Granger encontra-se localizado nas coordenadas 41° 10′ 13″ N, 81° 44′ 18″ O. Segundo o Departamento do Censo dos Estados Unidos, o município tem uma superfície total de 60.43 km², da qual 60,21 km² correspondem a terra firme e (0,37 %) 0,22 km² é água.

## Demografia
Segundo o censo de 2010, tinha 4 445 pessoas residindo no município de Granger. A densidade populacional era de 73,55 hab./km².